# Valeri Gourski

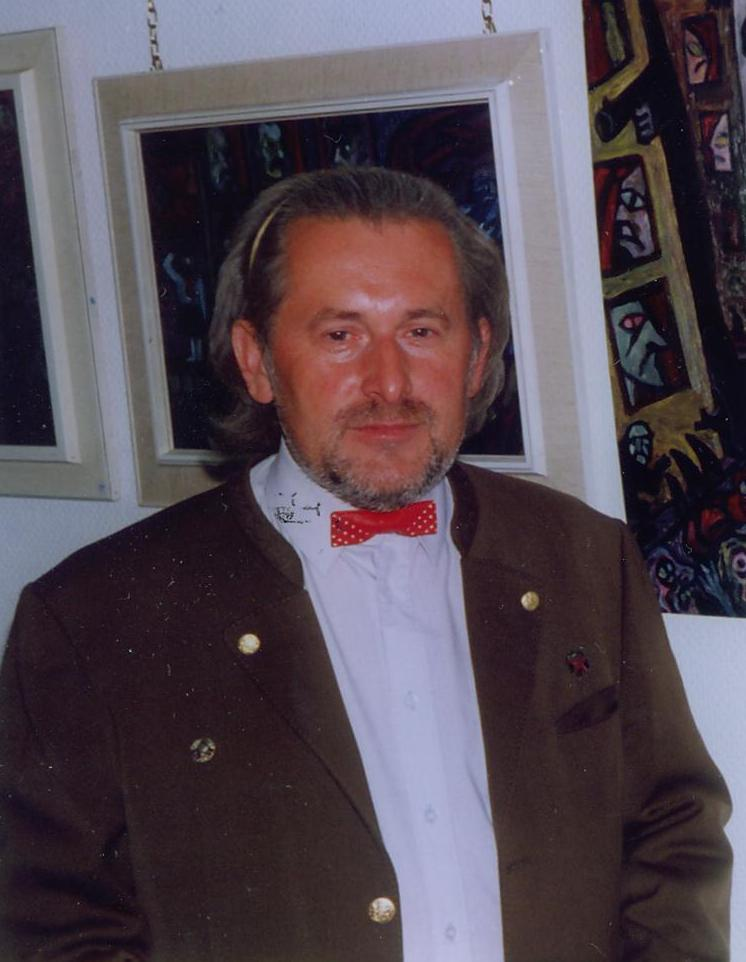
Valeri Gourski 1998 anlässlich einer Ausstellungseröffnung.

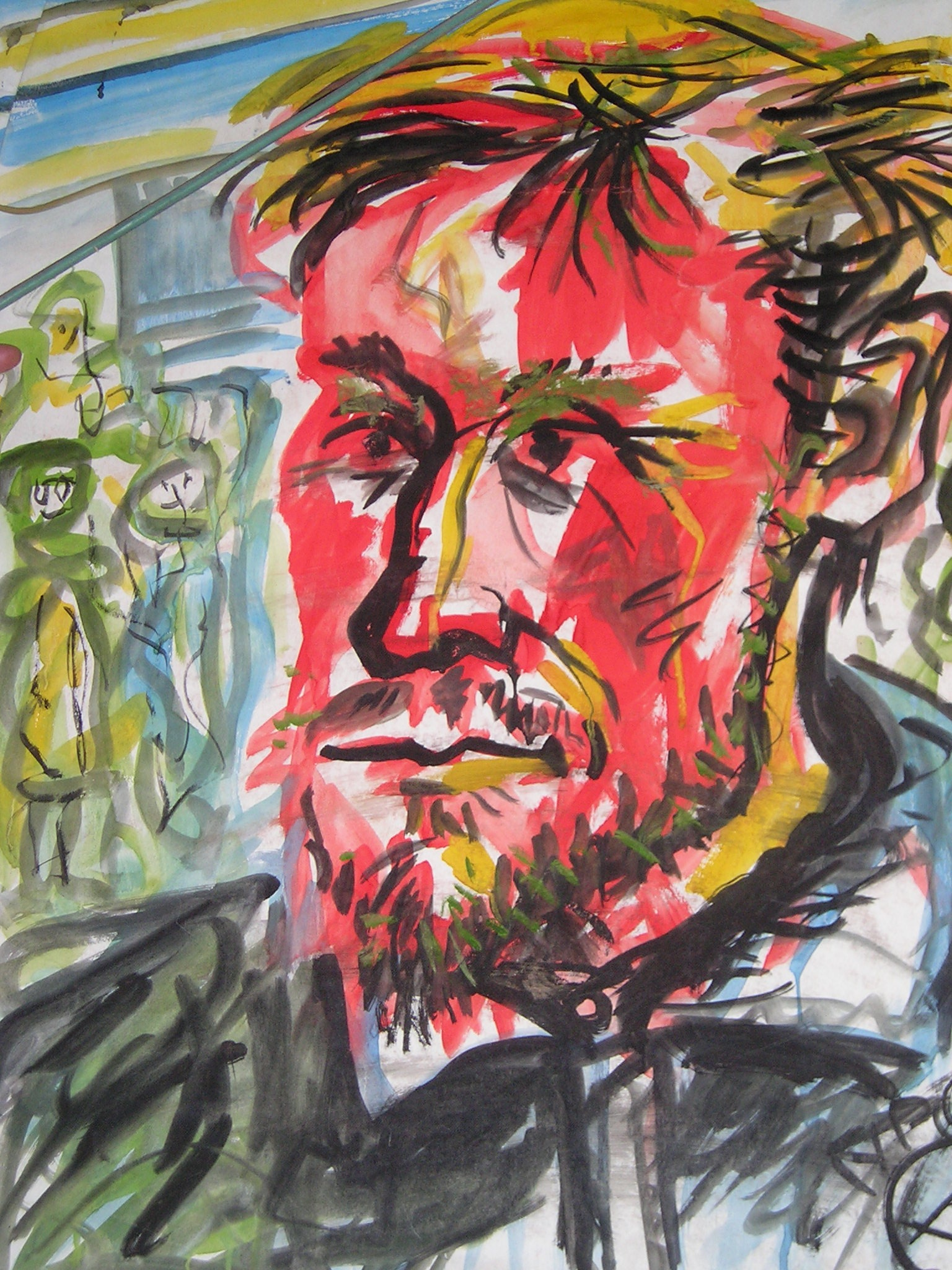
Selbstporträt Valeri Gourski

Valeri Gourski (ukrainisch Валерій Гурський Walerij Hurskyj, * 9. Juli 1954 in Kowel, Ukrainischen Sozialistischen Sowjetrepublik; † 13. Dezember 2006 in Klwatka Królewska, Polen) war ein ukrainischer Maler und Bildhauer. Er verließ im September 1990 die UdSSR und lebte seither in Deutschland. Er war geprägt von christlicher Erziehung in Elternhaus und ukrainischer Pfingstbewegung, vom national-ukrainischen Dichter Taras Schewtschenko und vom Künstler und Kunstpolitiker Nicholas Roerich. Er hatte eine theosophische Kunstauffassung, bevorzugte einen expressionistischen Malstil und einen allegorisch-figurativen Bildhauerstil.

## Leben und Wirken
Valeri Gourski stammte aus einer evangelikalen Priesterfamilie in der Ukraine und wuchs in dem – für Individuum und Kunst – höchst repressiven Klima der ehemaligen Sowjetunion auf. 1972 schloss er eine Lehre als Holzbildhauer ab und wurde anschließend wegen – religiös begründeter – Wehrdienstverweigerung zum Bau des Atomkraftwerkes Kursk nahe der russisch-ukrainischen Grenze abkommandiert.
Gourski arbeitete nach seiner Zeit beim Kraftwerksbau in der ukrainischen Sowjetrepublik als Holzbildhauer, als Kunstschnitzer, als Lehrer an der Berufsfachschule Kowel, schaffte Skulpturen und Gemälde. Er gründete die expressionistische Künstlergruppe „WER“, stellte Gemälde in Kiew und Moskau aus und nahm an Konferenzen avantgardistischer nonkonformistischer Künstler in Moskau teil.
Er stammte aus einer gläubigen Pfingstler-Familie, die wegen ihres praktizierten Glaubens in einem sich atheistisch verstehenden Staat unter Stalin sehr gelitten hatte. Valeri Gourski wurde ebenfalls Vorbeter und schloss 1985 seine langjährige Predigerlaufbahn mit der Weihe zum Priester der orthodox-christlichen Katakombenkirche ab. Die Pfingstler-Gemeinde war ihm zu engstirnig. Er wurde zudem aktives Mitglied der national-ukrainischen Bewegung Taras Schewtschenko, die sich für die Bewahrung und Zulassung der ukrainischen Sprache einsetzte.
Mit diesen Einstellungen setzte er sich in krassen Gegensatz zu den staatlicherseits vorgegebenen Ideologien und Doktrinen wie Atheismus, Sozialistischem Realismus in der Kunst und dem Ideal des sowjetischen Einheitsstaates mit einer einheitlicher russischen Sprache. Ebenso stand er in Opposition zur systemnahen russisch-orthodoxen Kirche. Sein starkes Verlangen nach künstlerischer Freiheit und sein Verständnis von Kunst als von staatlicher Beeinflussung unabhängigem Medium brachte ihm den Vorwurf der Subversivität ein und führte zu seiner Diskriminierung durch die Staatsmacht. Dadurch sah er in der UdSSR keine Lebens- und Kunstentwicklungsperspektive mehr für sich und verließ 1990 seine Heimat. Gourski gelangte auf abenteuerlichen Wegen durch das noch kommunistische Ost-Europa im November 1990 nach München. Dort wurde er am 24. November 1990 – drei Wochen nach seiner Einreise – beim Malen auf dem Münchner Karlsplatz von der Polizei festgenommen und drei Wochen lang in Abschiebehaft genommen. Er reagierte darauf in der Haft mit einem Hungerstreik und beantragte Asyl. Die Verhaftung selber hat er später in seinem Gemälde Der Stempel festgehalten (siehe Werke). Das Bild zeigt wie ein Künstler beim Malen von der Polizei festgenommen und „abgestempelt“ wird.
Gegen Gourskis Anerkennung als ausländischer Flüchtling legte der Bundesbeauftragte für Asylangelegenheiten erfolgreich Rechtsmittel ein. Gourskis Asylgesuch wurde von bayrischen Verwaltungsgerichten nach viereinhalb Jahren abgelehnt, und ihm drohte im Frühjahr 1995 in München die Abschiebung in die inzwischen von der Sowjetunion unabhängige Ukraine.
Bereits während seines laufenden Asylverfahrens beteiligte sich Gourski im Zeitraum 1990 bis 1995 in Süddeutschland an etwa 50 Ausstellungen und Kunstaktionen. Im April/Mai 1995 übersiedelte er von München nach Dietzenbach in Hessen. Dort schnitzte er in einen etwa 8 Meter hohen ausgehobenen Eichenstamm allegorische Figuren aus der Märchenwelt und von Flora und Fauna der Waldumgebung. Er nannte ihn „Waldgeisterstamm“. Die Stadt Dietzenbach kaufte die Holzskulptur und ließ sie 1995 vor dem Rathaus aufstellen.
Valeri Gourski schuf in Dietzenbach außerdem eine etwa drei Meter hohe filigrane Holzskulptur mit dem Titel „Äskulap-Stamm“, die vor einer radiologischen Arztpraxis in der Innenstadt aufgestellt wurde. Eine weitere großformatige Holzskulptur („Justitia und Minerva“) steht im Innenhof des Amtsgerichts Frankenberg (Eder). Diese ging nach finanziellen Subventionen durch das Hessische Kultusministerium und das Hessische Justizministerium und nach Privatspenden aus der Richterschaft in Staatseigentum über. Großskulpturen stehen auch im Waldschwimmbad Neu-Isenburg und im alten Rathaus von Barsinghausen („Kleiner Hessentagsbär“).
Im Herbst 1995 verfasste Valeri Gourski ein autobiographisch geprägtes Gedicht, in dem er seine Verbundenheit zu Dietzenbach zum Ausdruck brachte:
„Mein Freund, glaub’ mir.
Ich habe ein Wunder gesehen.
Und in Dietzenbach, damals,
Im Herbst, ganz tief.
Ich bin zum Malen hingefahren.
Heiße Blätter, kalter Abend,
und uraltes Haus.
Ich bin in dich verliebt, damals,
Mein Dietzenbach,
Fremder, ich weiß nicht,
ob es für immer da ist.
Aber du bist meins geworden.“
Valeri Gourski lebte in Dietzenbach in einem Wohnwagen am außerhalb der Stadt gelegenen Waldschwimmbad. Die staatliche Bauaufsichtsbehörde und die kommunale Ordnungsbehörde zwangen ihn zur Aufgabe dieses Domizils. Außerdem wurde eines Tages eine Benzinflasche unter seinem Auto gezündet. Seine Skepsis, ob er dauerhaft hier bleiben könne, verwandelte sich in Angst. Diese Umstände veranlassten ihn 1999, Dietzenbach zu verlassen und seinen Lebens- und Kunstschaffensschwerpunkt nach Wiesbaden zu verlegen. Gourski hat in Wiesbaden, Mainz und Frankfurt am Main viele Stadtansichten, Flusslandschaften, Parks, Plätze, Straßenzüge und Häuserfronten gemalt; er hat sehr viel porträtiert und Akte gezeichnet sowie bei Vernissagen, in Gaststätten, Gerichtssälen, Weinstuben, Bistros und Büchereien gemalt und gezeichnet. Seine Bilder zieren in München, Frankfurt, Dietzenbach, Mainz und insbesondere in Wiesbaden Anwaltskanzleien, Apotheken, Einzelhandelsgeschäfte, Gaststätten, Wohnungen, Gerichtsflure, Richterzimmer, den Hessischen Landtag. Das ZDF berichtete im August 1999 im Rahmen der Internationalen Mai-Festspiele über Valeri Gourski.
Im September 2006 erhielt er von der deutschen Ausländerbehörde eine auf drei Monate befristete Ausreise- und Wiedereinreiseerlaubnis, um seine hochbetagte und schwerkranke Mutter in der Ukraine besuchen zu dürfen. Er reiste im September 2006 nach Kowel und machte sich am 13. Dezember 2006 mit seinem Pkw auf die Rückfahrt. In dem Dorf Klwatka nahe der Stadt Radom im südöstlichen Polen wurde er in einen Verkehrsunfall verwickelt, der für ihn tödlich endete. Er wurde auf dem neuen Friedhof in Kowel beerdigt.

## Valeri Gourski Kunstansicht
Valeri Gourski hinterließ ein umfangreiches malerisches Werk. Er hatte während seines 16-jährigen Aufenthaltes in Deutschland sein Hauptwerk geschaffen, bestehend aus hunderten von Gemälden in mannigfaltigen Formaten und Stilen, bevorzugt aber in expressionistischem Stil, darunter Stadt- und Genreszenen und unzählige Porträts.
Seine Kunstsicht folgte immer nach einem Leben aus dem proletarischen Erleben heraus, und Kunst war für ihn gewissermaßen ein Gottesdienst. Es verwundert angesichts seiner Priestertätigkeit nicht, dass für ihn die Kunst aus dem Religiösen nicht ausgezogen ist. Künstlerische Darstellung ohne Beziehung zu Gott bedeutete ihm Sinnlosigkeit. Valeri Gourski verstand daher seine Kunst als Gebet zu Gott, als Schaffen zur Aufrüttelung und Aufrichtung der Menschen und zur Freude Gottes. In seinem 1995 geschriebenen (einzigen) kunsttheoretischen Text mit dem Titel Überlegungen zum Geistigen in der Kunst schreibt er u. a.: „Die Größe der Kunst hängt nicht allein vom abstrakten bzw. bildlichen Denken ab, sondern auch vom Grad seiner Beziehung zum Ewigen.“
Valeri Gourski steht für das aufopfernde, kämpferische, streitbare Sinnstiften der Kunst in der Gesellschaft und für ein völkerverbindendes Wirken der Kunst.

## Werke
Gemälde und Zeichnungen

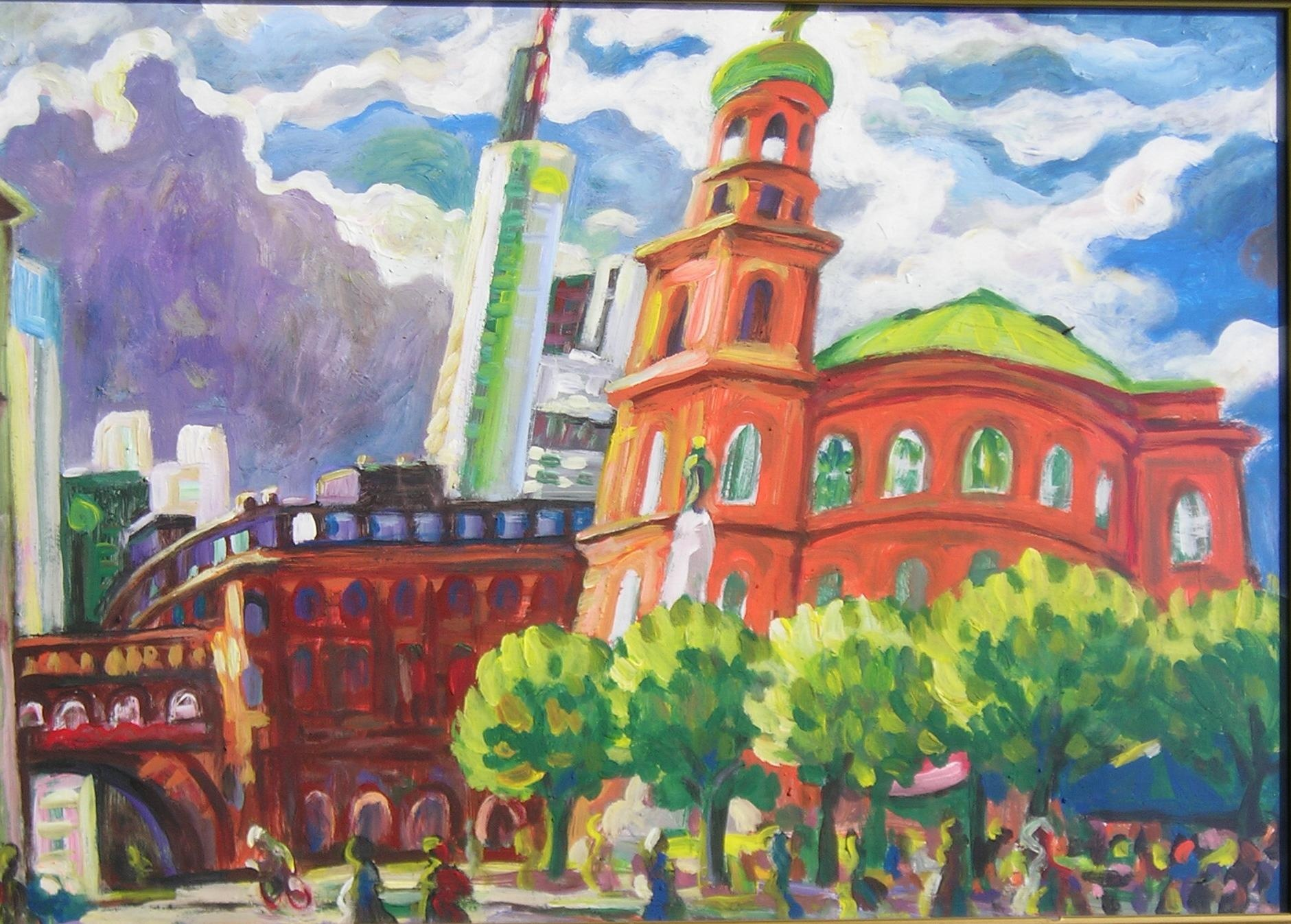
Die Paulskirche in Frankfurt am Main
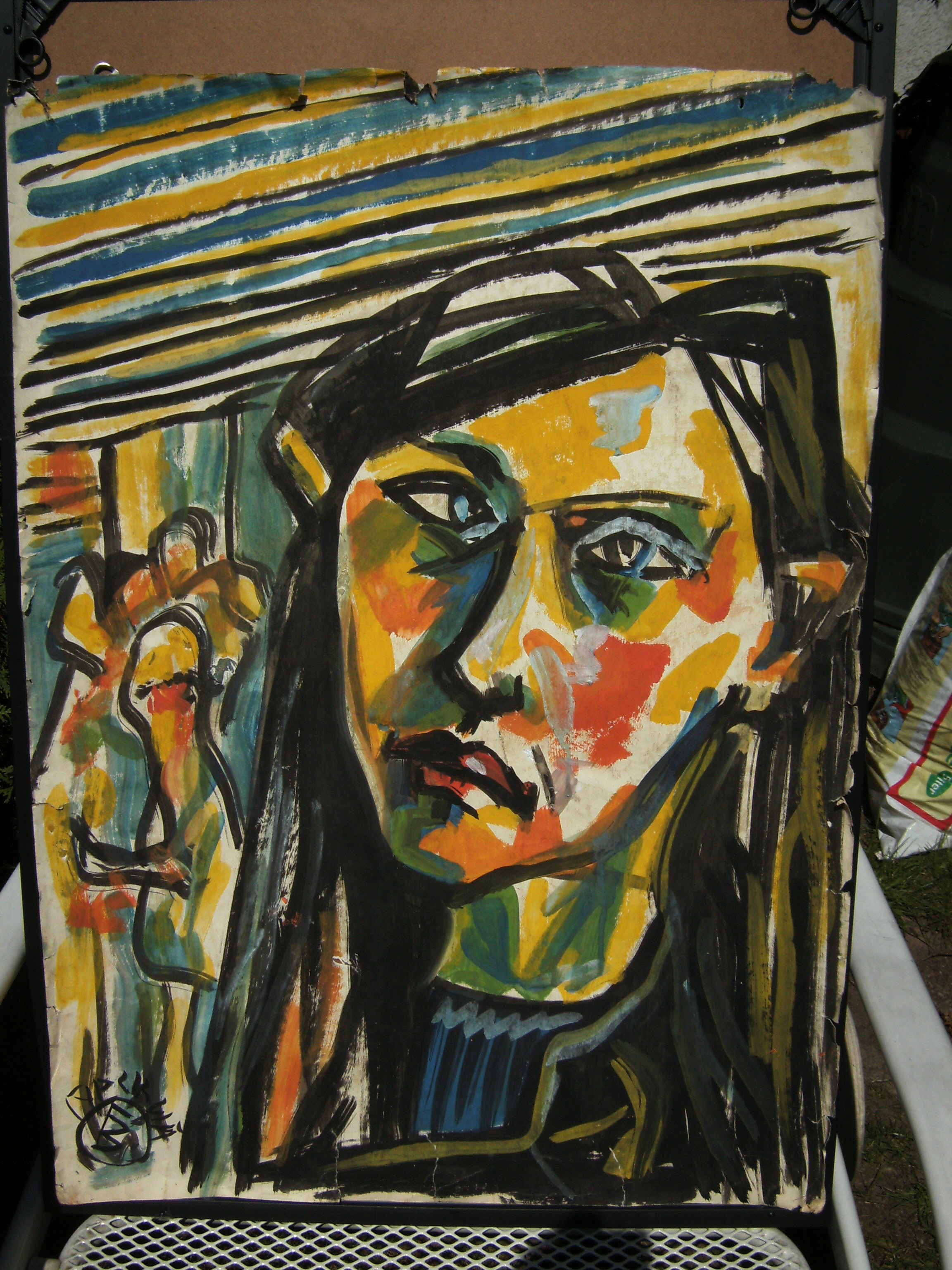
Porträt Ukrainka
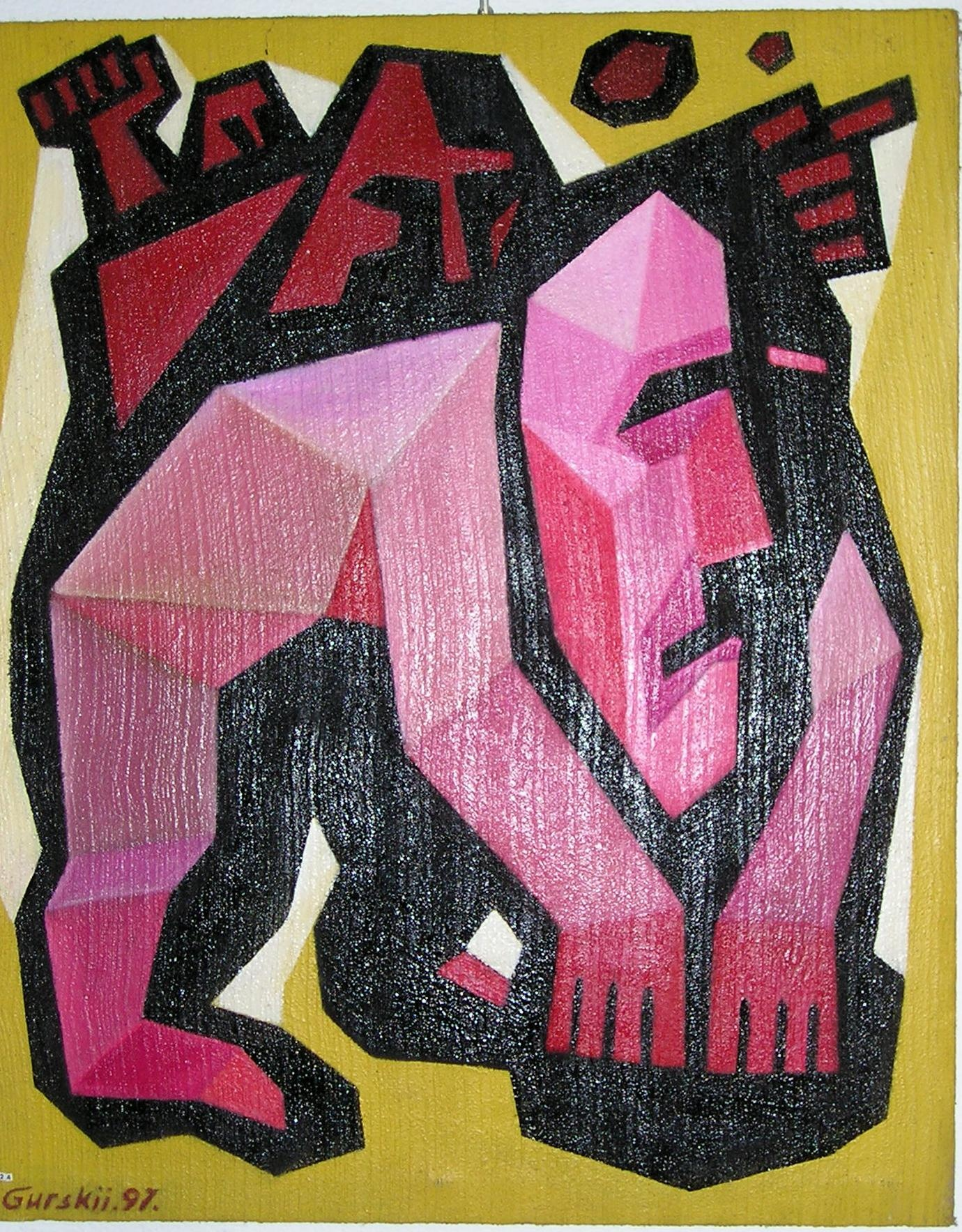
Proletarischer Frühling
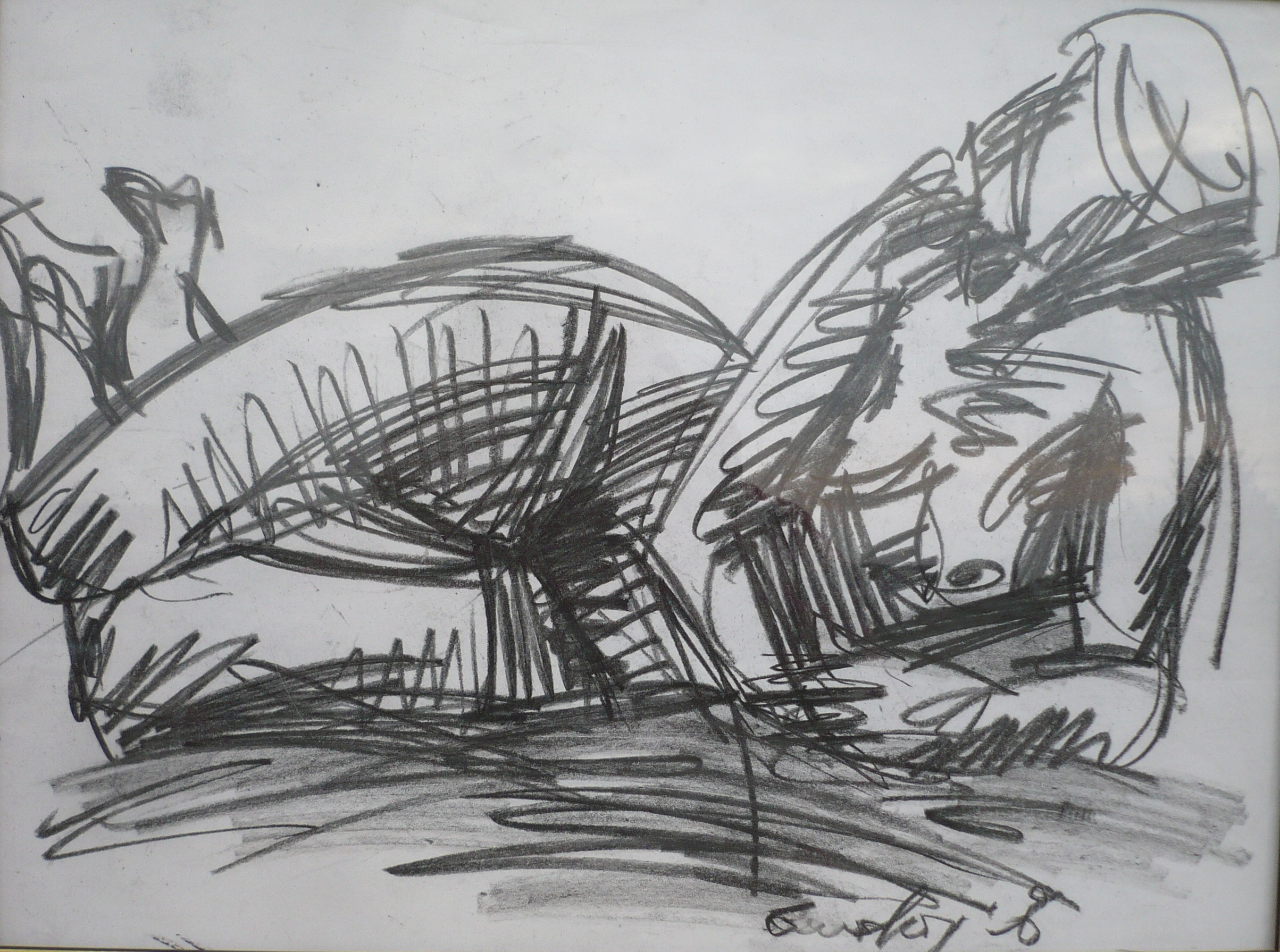
Akt 1996
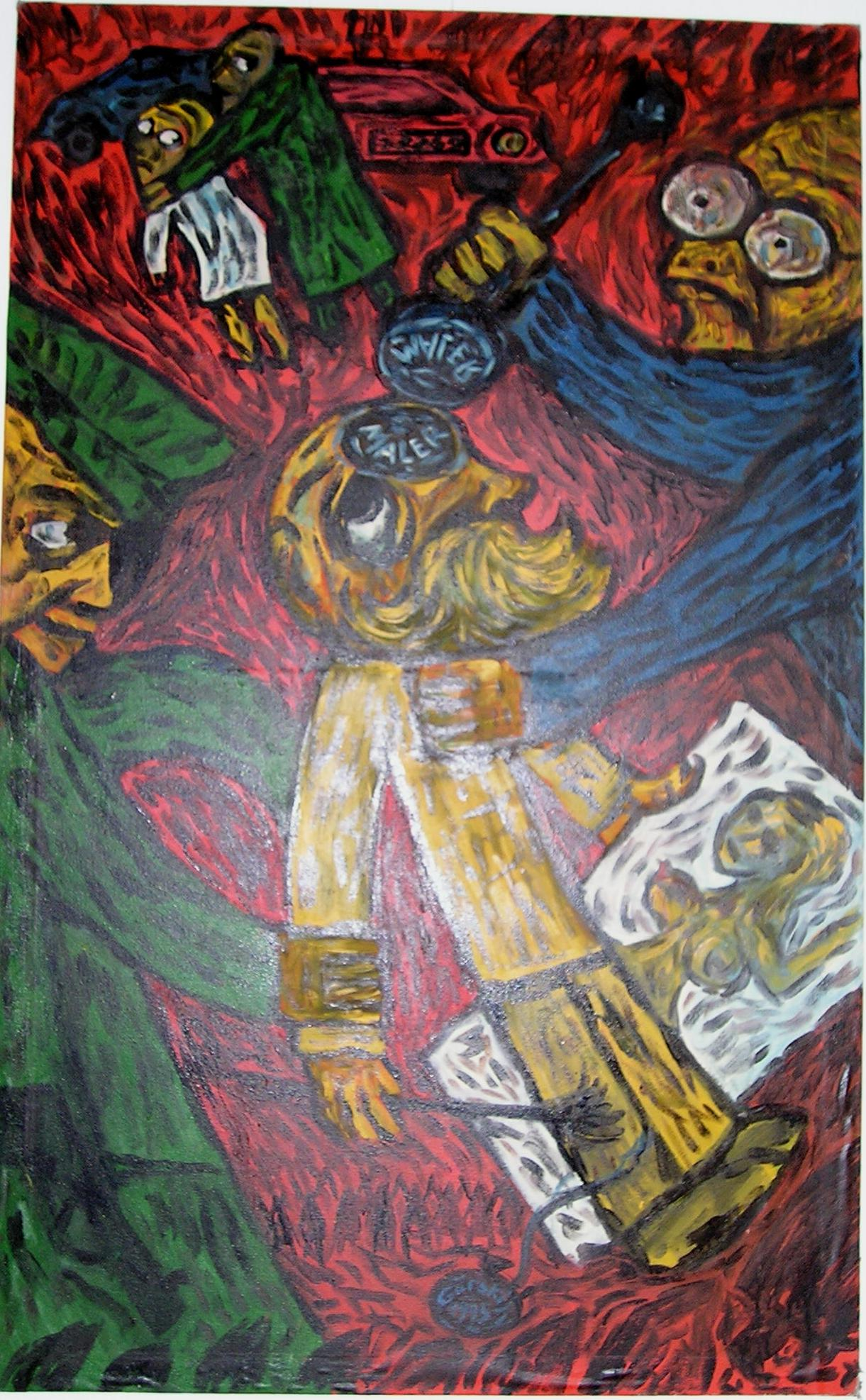
Der Stempel
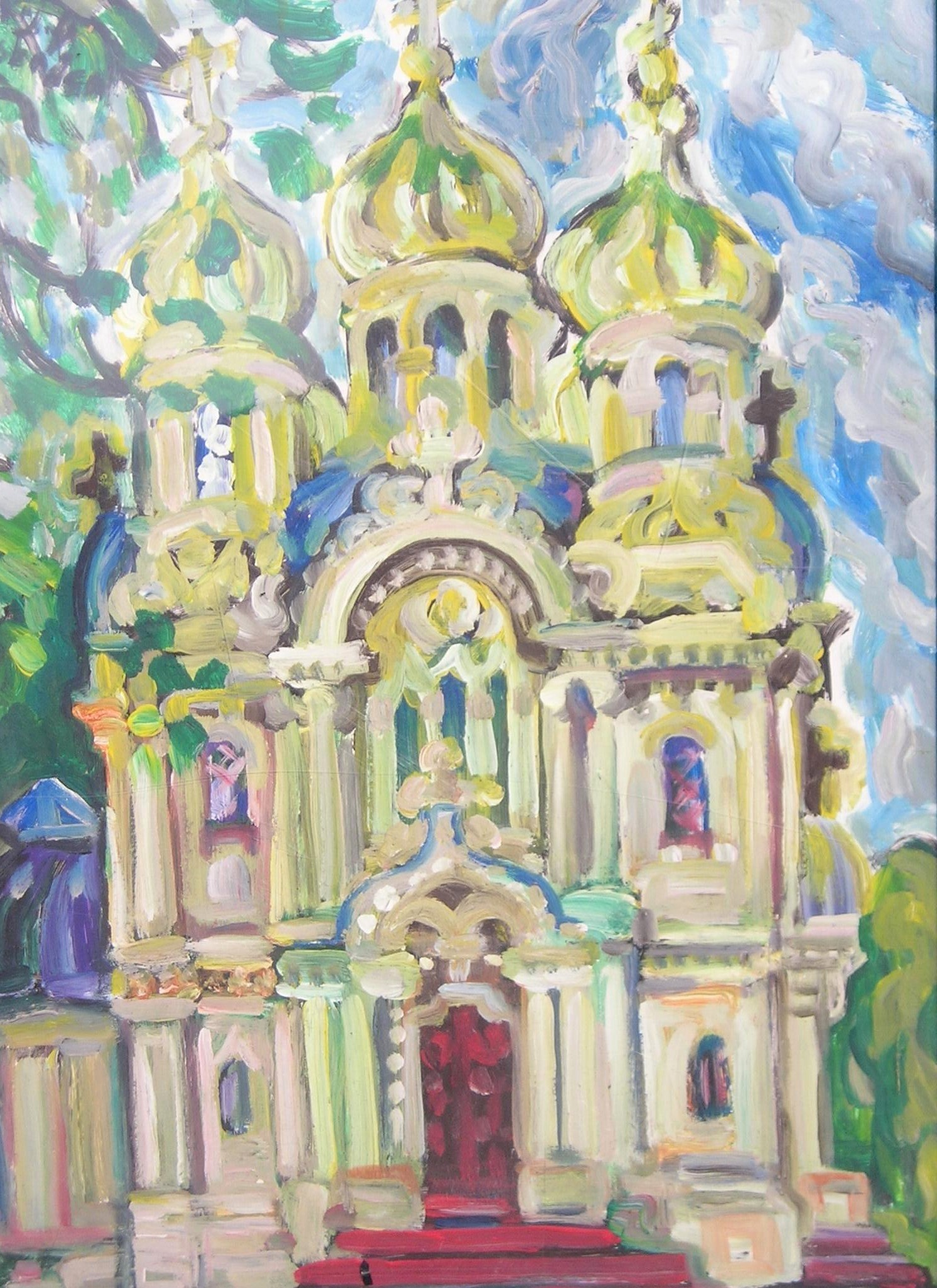
Die Russisch-Orthodoxe Kirche auf dem Neroberg Wiesbaden

Skulpturen

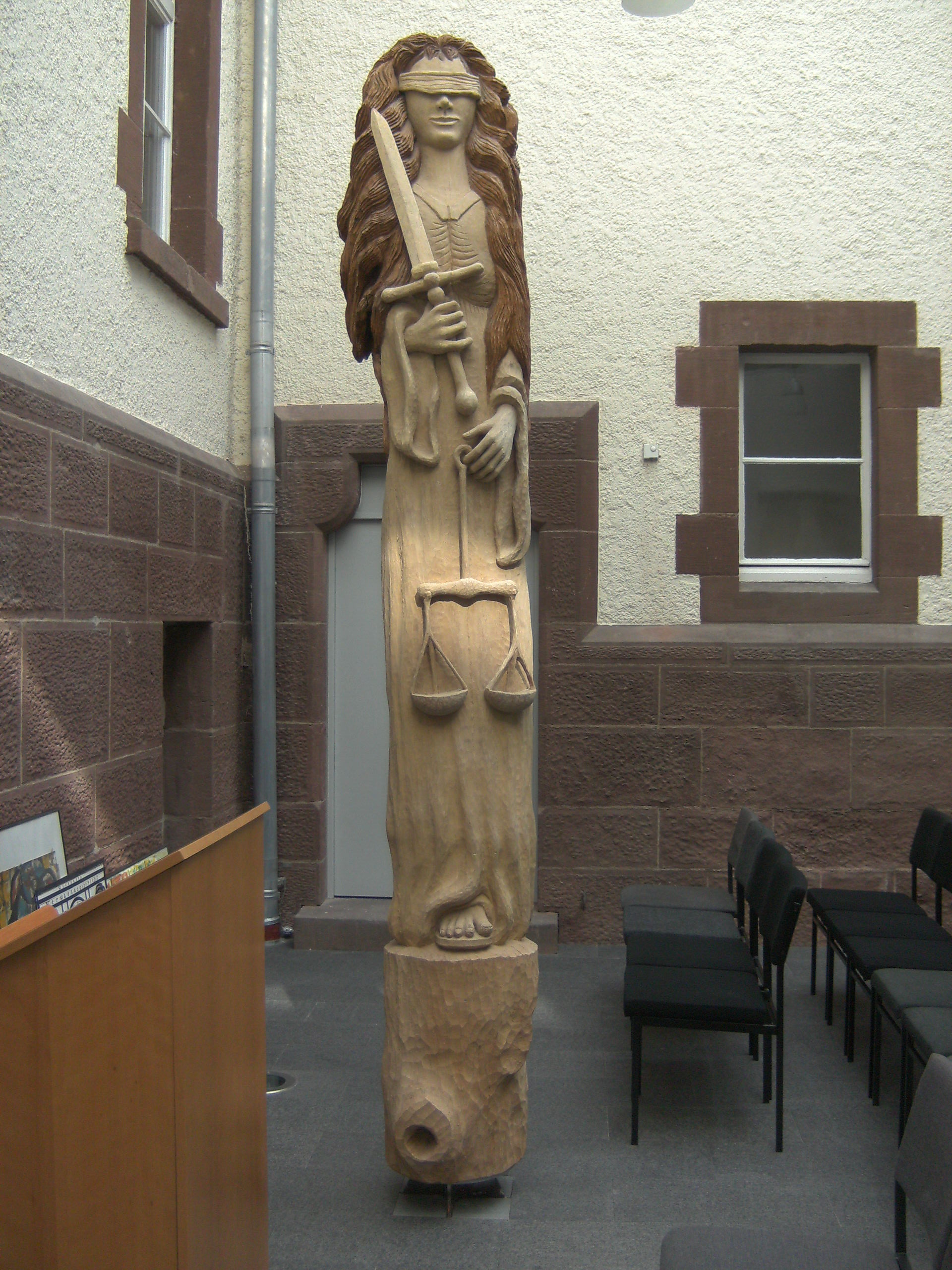
Justitia und Minerva (Justizia)
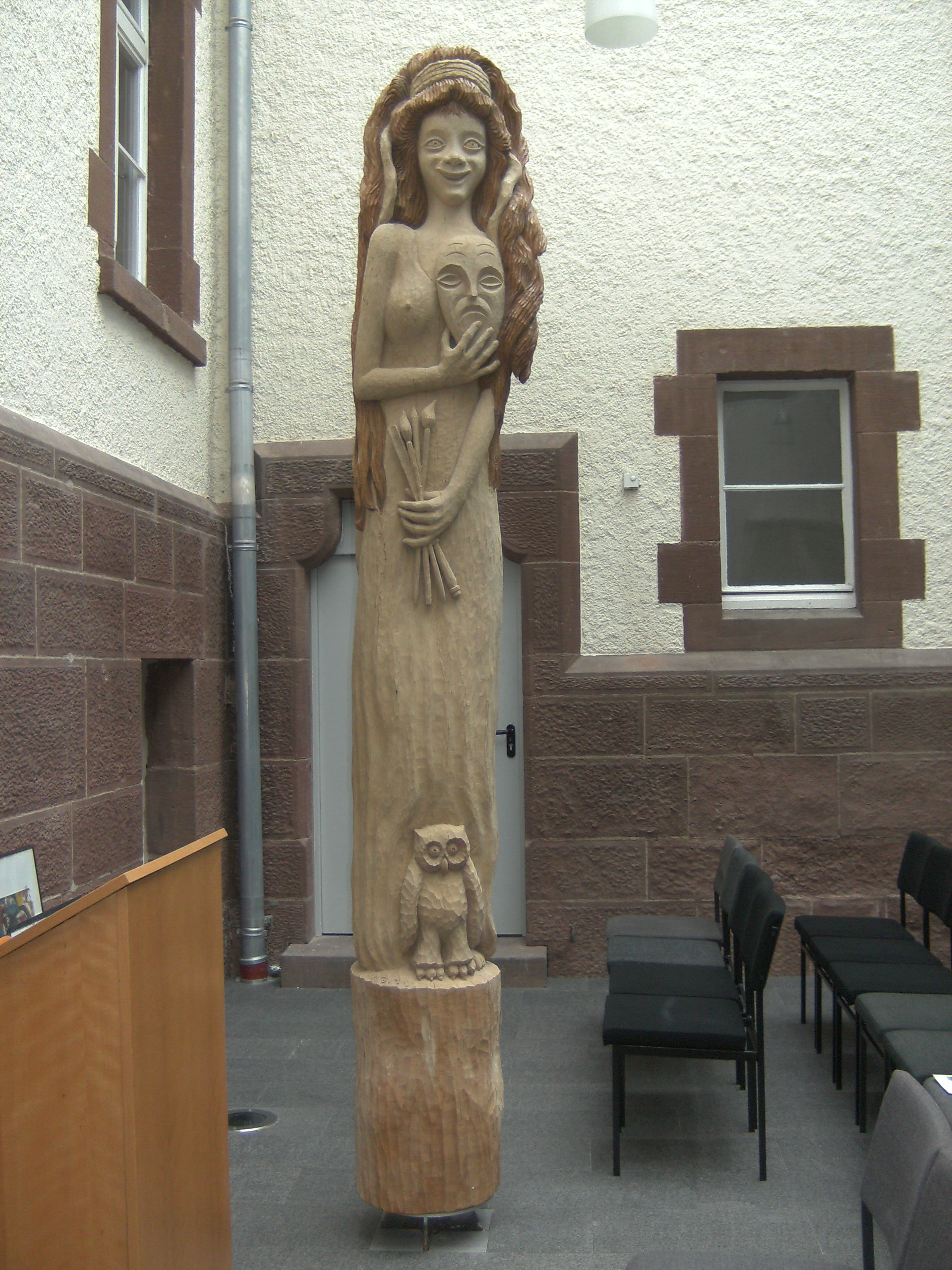
Justitia und Minerva (Minerva)
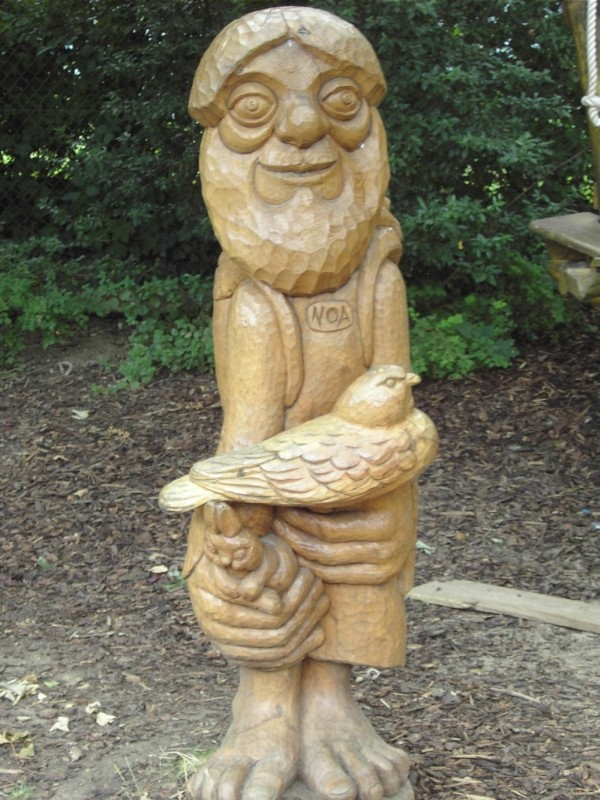
Prophet Noa
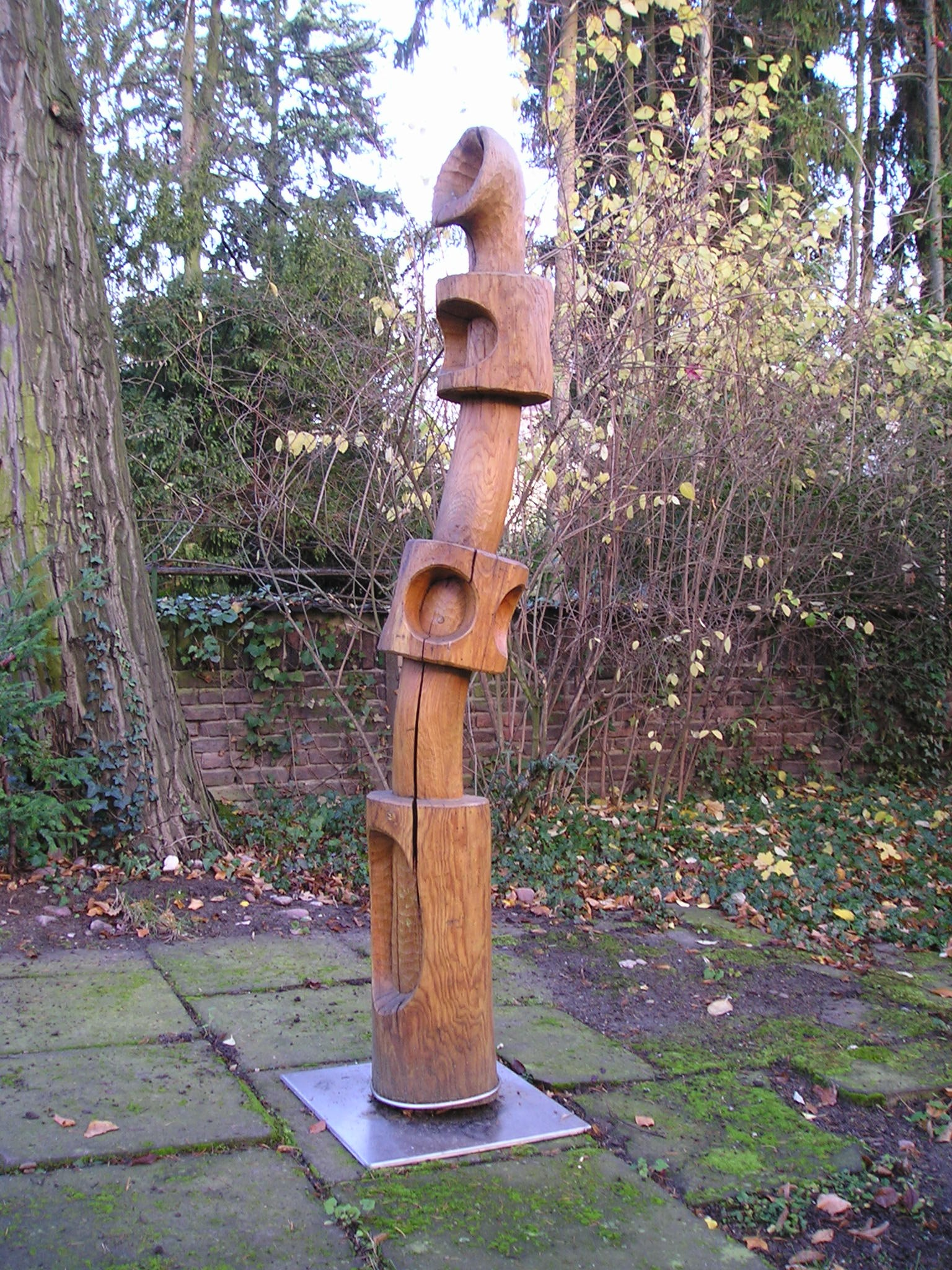
Maschinenstamm
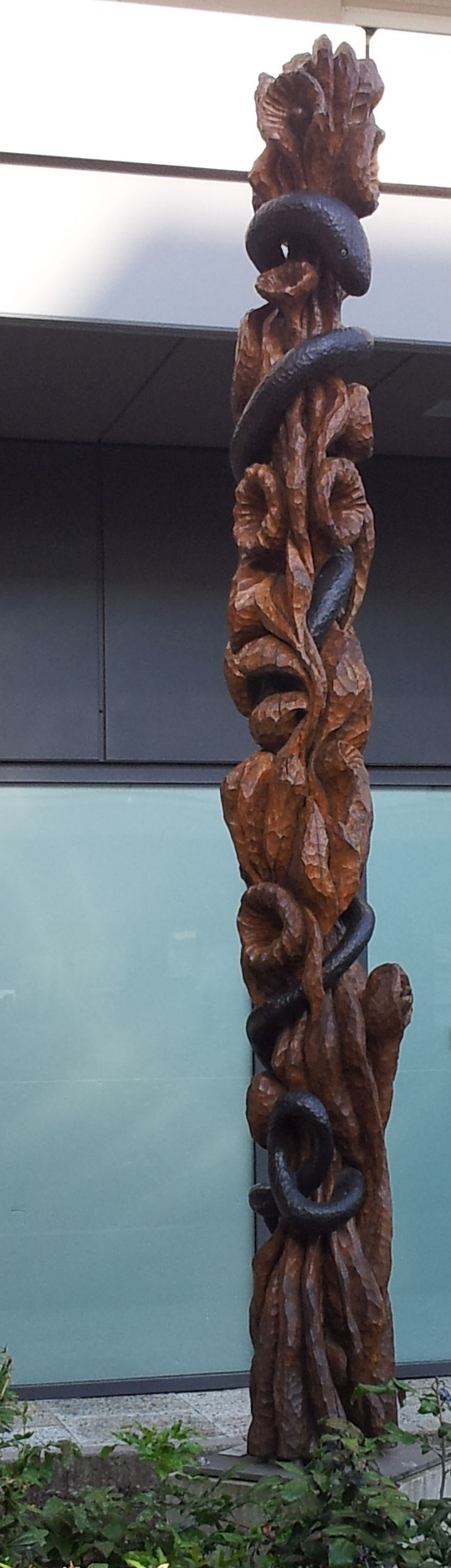
Äskulap-Stamm

## Rezensionen
- Олександр Євтушенко. У вас 39,2? Нормально! Молода гвардія.1989, 4 січня (deutsch: Alexander Jewtuschenko. Haben Sie 39,2? Normalerweise! Junge Garde. 4. Januar 1989)
- Olga Fefer: Der vom Wind Verfolgte
- Interview des ehemaligen sowjetischen Bürgermeisters, Lokalhistorikers und Kunstliebhabers Anatoli Semenjuk mit Horst Schäfer, veröffentlicht in der Tageszeitung Koveler Nachrichten am 1. Juli 2011, übersetzt von Ljudmilla Arnswald.